# I parenti terribili (film)
I parenti terribili (Les parents terribles) è un film del 1948 diretto da Jean Cocteau.

## Trama
La signora Yvonne ama morbosamente il figlio Michel, tanto che vuole essere chiamata Sophie da suo figlio, non mamma. Michel s'innamora di Madeleine, che ha un maturo protettore, che poi si rivelerà essere Georges, il padre di Michel. Questi obbliga Madeleine a confessare a Michel di avere un terzo amante, inesistente, per far desistere Michel dal proposito di sposarla. La sorella di Yvonne, zia Léonie, che conosce la situazione, vuole aiutare Madeleine, disgustata dal comportamento del cognato. Verrà a galla la verità e allora i due giovani si potranno sposare, ma, subito dopo le nozze, Yvonne si suicida.